# Trobila
Trobila so cevasta glasbila, ki proizvajajo zvok tako, da glasbenik s pihanjem zraka (trobljenjem), povzroči vibracijo ustrezno napetih ustnic, ki se v glasbilu pretvori v zvok.

## Razlikovanje med trobilnimi in pihalnimi instrumenti
Medtem ko je pri pihalih cev, v kateri niha zračni steber, ravna in pogosto tudi lesena, sestavljajo trobila okroglasto zavite kovinske cevi s kombinirano cilindrično - konično menzuro. Tako kot pri vseh aerofonih instrumentih, je višina osnovnega (najnižjega) tona odvisna od dolžine cevi. Daljša kot je cev, nižji je ton. Trobila se od pihal razlikujejo seveda še po načinu vnašanja zraka v instrument; izvajalec v kovinski ustnik trobila vnaša zrak tako, da s tresenjem ustnic določa višine željenih tonov (proizvede ton že na samem ustniku), izvajalec na pihalnih instrumentih pa ne.

## Vrste trobil
- rog (z različnimi transpozicijami)
  - ofikleid (predhodnik roga)
  - cink (predhodnik roga)
  - serpent (predhodnik roga)
  - vuvuzela

- trobenta (z različnimi transpozicijami)
  - pikolo trobenta
  - Bachova trobenta
  - Aida-trobente
  - basovske trobente
  - vojaške trobente (tudi signalne trobente)

- pozavna (z ventili ali na poteg)
  - sopranino pozavna
  - pikolo pozavna
  - sopranska pozavna (tudi diskantska pozavna)
  - altovska pozavna
  - tenorska pozavna
  - tenorbas-pozavna
  - basovska pozavna
  - kontrabas-pozavna
  - jazz-pozavna
- kornet
  - pikolo kornet
  - sopranski kornet
  - altovski kornet
- krilni rog
  - sopranski krilni rog
  - altovski krilni rog
  - tenorski krilni rog
  - baritonski krilni rog (tudi evfonij)

- tuba
  - kontrabasovska tuba
  - helikon
  - Wagnerjeve tube
  - saksov rog (sakshorn)
    - sopranino sakshorn
    - sopranski sakshorn
    - altovski sakshorn
    - tenorski sakshorn
    - basovski sakshorn
    - kontrabasovski sakshorn

  - bombardon
  - suzafon

Ljudska trobila:
- lovski rog
- poštni rog
- alpski rog
- leseni rog